# Jujube
De jujube (borstbes, borstbezie, rode dadel) is de vrucht van twee nauw verwante, zeer sterk op elkaar gelijkende soorten uit de Rhamnaceae, de Indiase jujube (Ziziphus mauritiana) en de Chinese jujube (Ziziphus jujuba). De jujube is een groenblijvende of in droge perioden bladverliezende, tot 15 meter hoge struik of boom. De hangende takken van de jujube zijn met een donzige beharing bezet en ze groeien zigzaggend tussen de opeenvolgende bladeren. De verspreide, alternerend geplaatste, 4 -5 x 6 - 9 cm grote bladeren zijn rond tot ovaal, gaafrandig of met een lichte zaagrand en van boven donkergroen en glanzend.
De jujube draagt steenvruchten die in vorm en grootte sterk variëren. Ze zijn rond tot peervormig en onrijp groen van kleur. Tijdens het rijpen verkleurt de vrucht van groen naar goudgeel met roodbruine vlekken. De uitgerijpte vrucht is geheel rood. Kort hierna wordt de vrucht zachter en begint te rimpelen.
Ze worden tot 4 x 6 cm groot, wilde vormen worden echter slechts zo'n 2,5 cm groot. De schil van de jujube is glad of ruw, glanzend, stevig en zo'n 1 mm dik. Het wittige vruchtvlees is matig sappig, in rijpe toestand pappig. Het ruikt fruitig en smaakt zoet naar peren.
Op de jujubebomen leven lak-schildluizen (Coccus lacca), die verzameld worden en waarvan schellak wordt gemaakt.
De Indiase jujube is inheems in India en de Chinese jujube, die onderscheiden kan worden door de kale onderzijde van het blad, is inheems in China. Beide soorten worden veel in (sub)tropische gebieden in Afrika, Amerika en Azië gekweekt.
In Nederland wordt de jujube af en toe ook op de markt aangeboden.

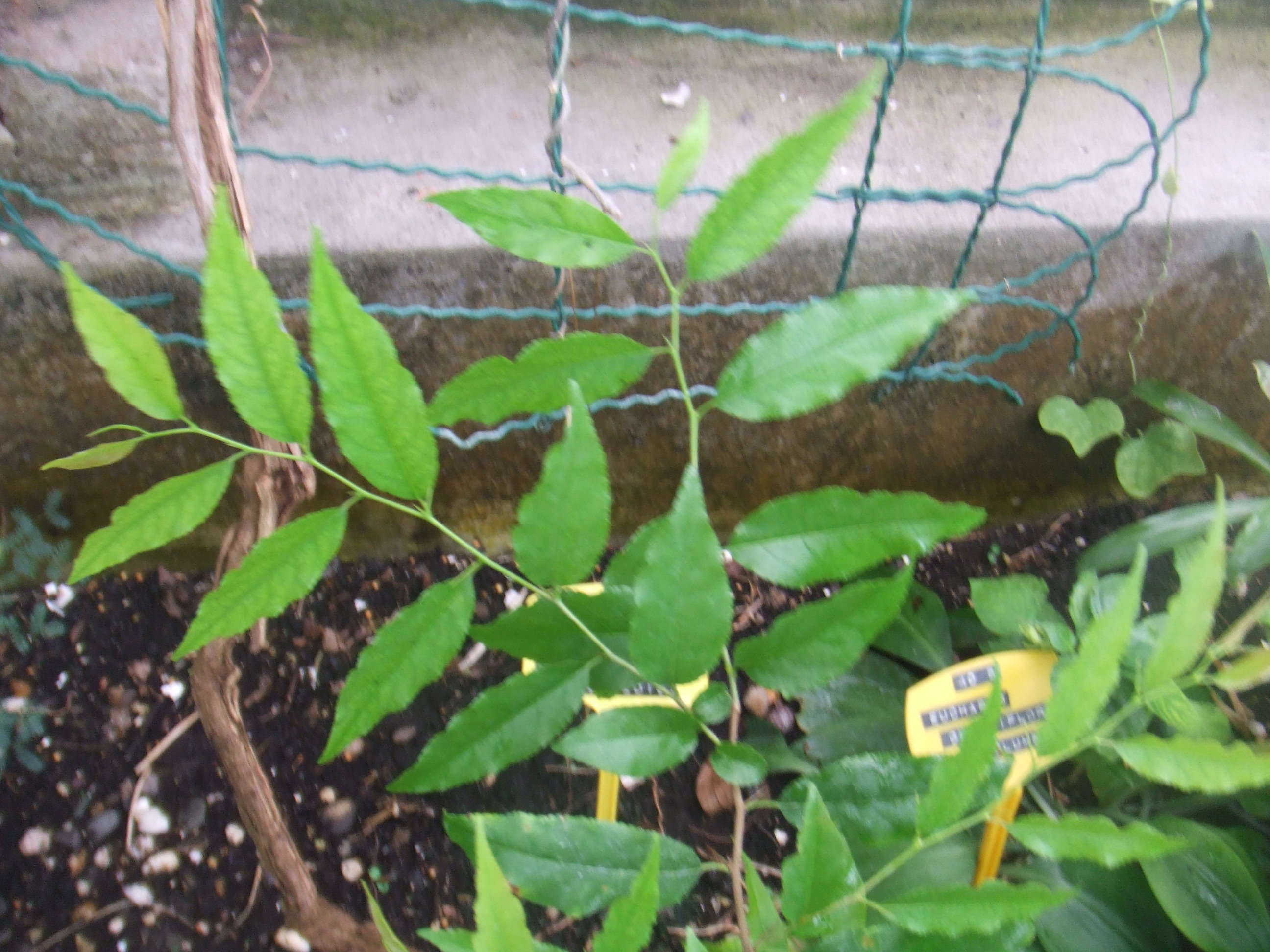
Blad van Indiase jujube
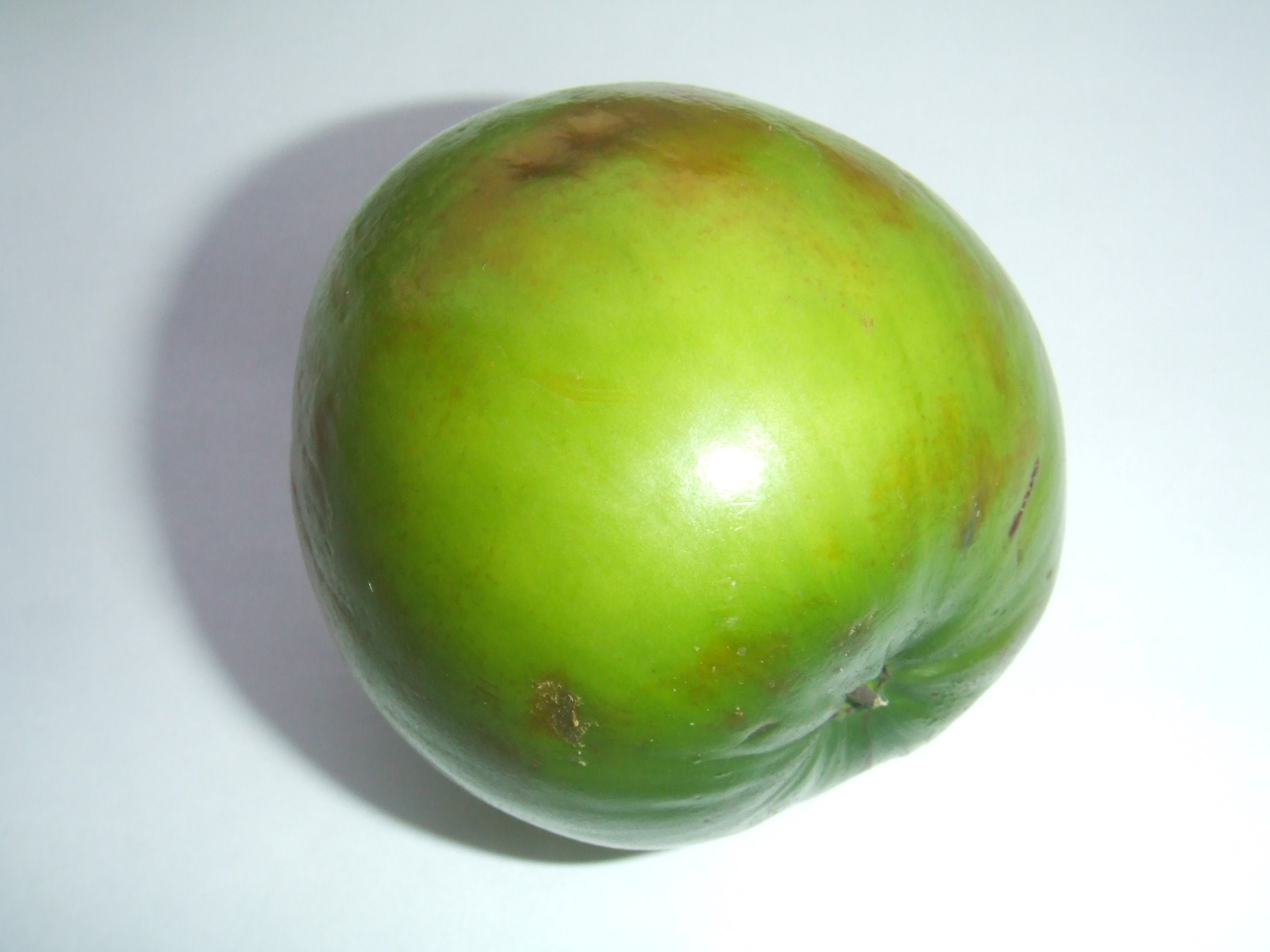
Vrucht
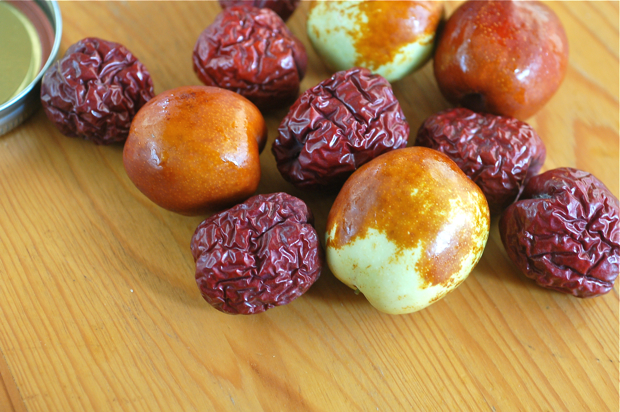
Verse en gedroogde jujube

## Medicinaal gebruik
In Zuid-Azië wordt de wortel van de Z. nummularia gebruikt tegen hoesten, misselijkheid, hoofdpijn, koorts, urineweginfecties en als wormverdrijvend middel. In de Chinese geneeskunde worden verschillende variëteiten gebruikt voor verschillende doeleinden: onder andere als middel ter kalmering, tegen slapeloosheid en door dromen verstoorde nachtrust, ter verbetering van de huidskleur, vermindering van pijn en spanningen, tegen griep en koorts bij kinderen. Arabieren gebruiken de bladeren tegen darmparasieten en wormen, abscessen, steenpuisten en gezwollen ogen. In Zimbabwe wordt Z. mucronata wortel gebruikt voor urineweg- en gynaecologische klachten.

## Verwijzingen
1. ↑  "Fruit Facts". California Rare Fruit Growers, Inc, 1996. Web. 20 Nov. 2014. <https://web.archive.org/web/19961101124759/http://www.crfg.org/pubs/ff/jujube.html>
2. ↑  Azam-Ali, S, Bonkoungou, E., Bowe, C., deKock, C., Godara, A., Williams, J.T. (2006). Ber and other jujubes. International Centre for Underutilised Crops, Southhampton, Pg. 33-35. ISBN 085432 8580.